# Évêque de Bradwell
L'évêque de Bradwell (Bishop of Bradwell en anglais) est un titre épiscopal utilisé par un évêque suffragant du diocèse de l'Église d'Angleterre de Chelmsford, dans la province de Canterbury en Angleterre. Le titre tire son nom de la ville de Bradwell-on-Sea dans l'Essex.
Les évêques suffragants de Bradwell sont des évêques de l'area depuis l’édification du système de l'area de Chelmsford en 1983. L’évêque de Bradwell compte dans sa région épiscopale 175 églises réparties dans 137 paroisses. La zone de l'évêque de Bradwell - la zone épiscopale de Bradwell - comprend neuf doyenneries réparties dans deux archidiaconés - Chelmsford et Southend. L'Archidiaconé de Chelmsford comprend les doyenneries de Brentwood, de Chelmsford North, de Chelmsford South et de Maldon & Dengie. L'Archidiaconé de Southend comprend les doyenneries de Basildon, Hadleigh, Rochford, Southend-on-Sea et Thurrock.

## Liste des évêques
| Évêque de Bradwell | Évêque de Bradwell | Évêque de Bradwell | Évêque de Bradwell                                                    |
| De                 | Jusqu'à            | Titulaire          | Notes                                                                 |
| ------------------ | ------------------ | ------------------ | --------------------------------------------------------------------- |
| 1968               | 1973               | Neville Welch      |                                                                       |
| 1973               | 1976               | John Gibbs         | Translation à Coventry                                                |
| 1976               | 1993               | Derek Bond         | Premier évêque de secteur depuis 1983.                                |
| 1993               | 2011               | Laurie Green       |                                                                       |
| 2012               | 2017               | John Wraw          | Auparavant Archidiacre de Wilts; Décédé en fonction, 25 juillet 2017. |
| 2018               | présent            | John Perumbalath   | Annoncé le 9 mars 2018; consacré le 3 juillet.                        |
| Source(s):         |                    |                    |                                                                       |